# Kanaren-Wachtel

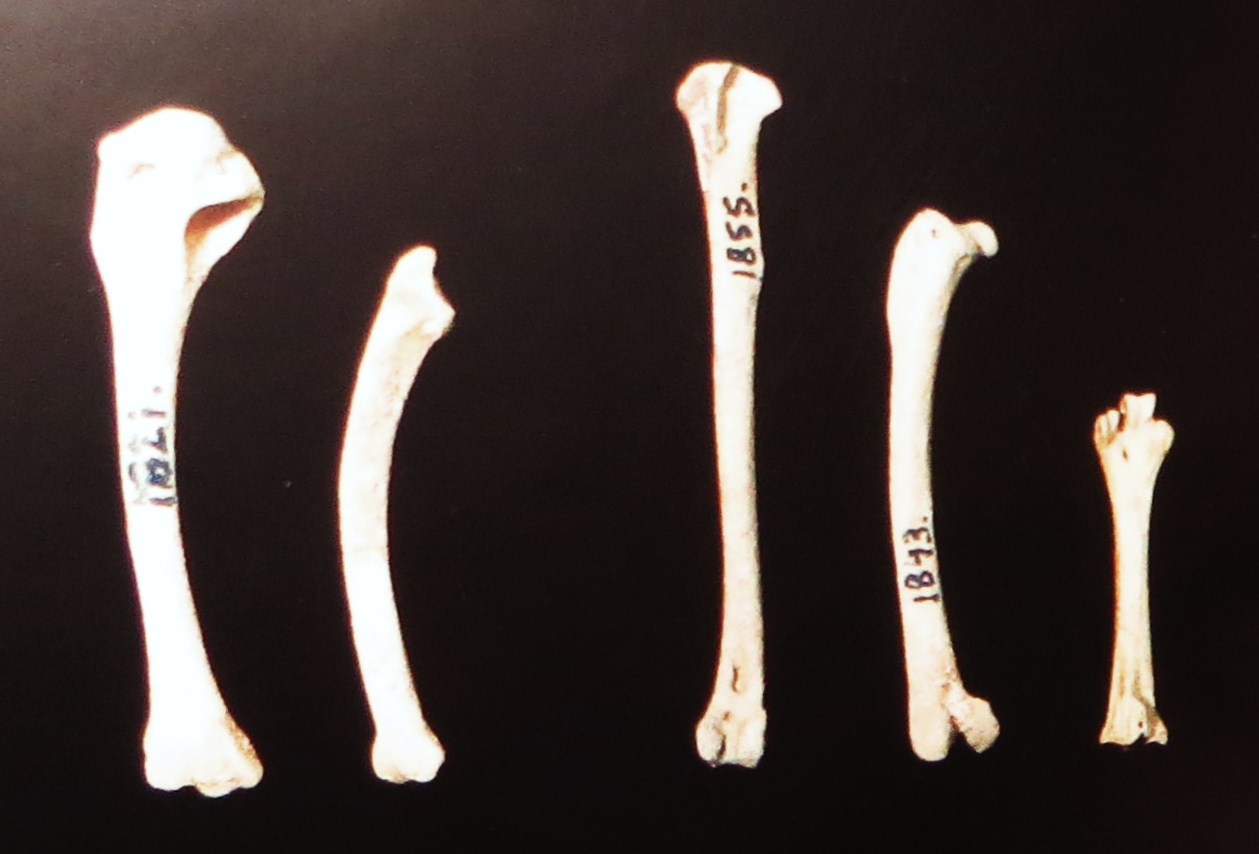
Fossile Knochenfunde der Kanaren-Wachtel

Die Kanaren-Wachtel (Coturnix gomerae) ist eine ausgestorbene Wachtelart, die auf den Kanarischen Inseln heimisch war. Sie wurde 1993 anhand von subfossilen Knochen beschrieben, die 1985 in der Höhle Bujero del Silo auf La Gomera gefunden wurden. Insgesamt sind 78 Knochen von La Gomera bekannt, die mindestens 14 Individuen repräsentieren. Spätere Untersuchungen ergaben, dass die Kanaren-Wachtel auch auf den Inseln Fuerteventura, Teneriffa, La Palma und El Hierro verbreitet war. 

## Merkmale
Sie hatte kleinere Flügel, jedoch längere und robustere Beine als die Wachtel (Coturnix coturnix) und war vermutlich nur bedingt flugfähig. Ihr Gewicht betrug ungefähr 150 Gramm. 
Die Oberarmknochen von C. gomerae und C. coturnix sind im Wesentlichen identisch. Das distale Knochenende ist bei C. gomerae weniger robust konstruiert. Die Ulna von C. gomerae ist verglichen mit der von C. coturnix mehr gewölbt, kürzer und kräftiger. Die Diaphysen sowie die proximalen und distalen Knochenenden sind bei C. gomerae breiter. Die Oberschenkelknochen sind bei der Kanarenwachtel 10,85 Prozent länger als bei der Wachtel, während die Diaphysen sowie die distalen und proximalen Knochenenden 30,08, 15,62 und 23,34 Prozent breiter sind. Der Tibiotarsus von C. gomerae ist ebenfalls länger und robuster.

## Aussterben
Als sich im 15. Jahrhundert Katzen und Ratten auf den Kanarischen Inseln ausbreiteten, besiegelten sie das Aussterben der Kanaren-Wachtel.